# 新装 (秘) 必殺現代版 東京六本木・京都円山公園・大阪梅田 3元仕事人ナマ中継
『新装 (秘) 必殺現代版 東京六本木・京都円山公園・大阪梅田 3元仕事人ナマ中継』（しんそうマルひ ひっさつげんだいばん とうきょうろっぽんぎ・きょうとまるやまこうえん・おおさかうめだ さんげんしごとにんなまちゅうけい）は、1985年10月4日の金曜日21:00 - 22:48に、ABCと松竹（京都映画撮影所、現・松竹撮影所）が共同製作・テレビ朝日系列で放送されたバラエティ番組。
必殺シリーズの長時間スペシャル第6弾である。

## 概要
同年11月15日に始まる『必殺仕事人V・激闘編』を盛り上げるため1982年に放映された『(秘) 必殺現代版 主水の子孫が京都に現われた 仕事人vs暴走族』を再編集（ダイジェスト化）して放送しただけでなく、『3元仕事人ナマ中継』のタイトル通り、途中で大阪市北区の梅田コマ・スタジアム（1992年に閉館、梅田芸術劇場の前身）楽屋、東京都六本木、京都市円山公園の三元中継をむすび、玉井孝アナウンサー（当時）の司会進行により生中継された。途中『V』の出演者が様々なシチュエーションに扮し仕事を行うという当番組ならではの映像がOAされた。

## キャスト・スタッフ
(秘) 必殺現代版 主水の子孫が京都に現われた 仕事人vs暴走族の同項目を参照。

### 新装 (秘) 必殺現代版 東京六本木・京都円山公園・大阪梅田 3元仕事人ナマ中継
- 制作 - 山内久司（朝日放送）
- 構成 - 保利吉紀
- 東京・六本木
  - 出演 - 村上弘明、菅井きん、梅沢富美男
  - プロデューサー - 中村元一、岡本悦治（朝日放送）
  - ディレクター - 外池孝晋、井上隆
  - 技術 - 杉本哲男、渡辺修、岡本忠光、平井秀夫、長田一、渡辺治
  - 協力 - テレビ朝日映像
- 大阪・梅田
  - 出演 - 藤田まこと、白木万理、山内としお、笑福亭鶴瓶
  - ディレクター - 安田貞夫、岩井哲也
  - 技術 - 西岡康雄、佐藤昇、大鉢憲二、荒木良、弘光和彦、大東照明
- 京都・円山公園
  - 出演 - 鮎川いずみ、京本政樹
  - ディレクター - 森山浩一・今村俊昭・平尾知也（朝日放送）
  - 技術 - 庄田勝麿、直井孝司、木上博万、大槻俊樹、沢田治、梨本一夫、池辺明男、大東照明
- Cスタジオ
  - ディレクター - 山村啓介・株柳真司（朝日放送）、田中夏人
  - 技術 - 藤岡興一、田端健一、寺内顕、西谷高弘
  - T.K. - 鹿嶋さちこ
- 協力 - 琵琶湖汽船 ミシガン、姫路セントラルパーク、東京・六本木「かっぱ」
- プロデューサー - 辰野悦央（朝日放送）、桜井洋三（松竹）
- 制作協力 - テレビ朝日、松竹、大阪東通、東通企画、T.S.P.、京都映画撮影所（現・松竹撮影所）
- 制作著作 - 朝日放送

## エンドテーマ
- 鮎川いずみ「女は海」（CBSソニー（現・ソニー・ミュージックレコーズ））
作詞・作曲：京本政樹、編曲：京本政樹・大谷和夫
『必殺仕事人V・激闘編』の主題歌を、生披露した。